# Далецкий, Павел Леонидович
Павел Леонидович Далецкий (21 января (2 февраля) 1898, по другим данным 3 февраля 1897 — 8 июля 1963) — русский советский писатель и поэт.

## Биография
Родился в крепости Новогеоргиевск) в семье военного юриста подполковника Леонида Семеновича Далецкого (1869 — расстрелян в 1930 г. во Владивостоке). С началом русско-японской войны 1905 года семья переехала на Дальний Восток, на родину отца в Никольск-Уссурийский. Председатель Союза учащихся Владивостока (1917—1918). Чтобы избежать мобилизации в колчаковскую армию, уменьшил возраст в документах на шесть лет, поэтому во многих советских справочниках годом рождения указан 1903.

Работал корректором в газетах «Крестьянин и рабочий», «Красное знамя». С 1921 года преподавал русский язык и литературу в школе. В 1924 году окончил филологический факультет Дальневосточного университета. 
 С 1926 г. руководил Приморским отделением Сибирского союза писателей. Остро полемизировал с футуристами, позже спорил с рапповцами, за что подвергался нападкам с их стороны, и вынужден был в 1929 году уехать в Ленинград. Преподавал там в техникуме, работал в массовом секторе «Ленинградской правды», вёл литературные кружки.
С 18 декабря 1941 года участник Великой Отечественной войны. 25 июня 1942 года ранен под Мясным Бором (Волховский фронт). Писатель газеты 6-й гвардейской танковой армии «Защитник Родины». Майор административной службы. Член КПСС с 1955. Постоянно избирался в руководящие органы Союза писателей.
Известен портрет П. Л. Далецкого, исполненный в 1960 году ленинградским скульптором, Заслуженным деятелем искусств Российской Федерации И. В. Крестовским. В том же году портрет демонстрировался на выставке произведений ленинградских художников.
Похоронен на Богословском кладбище.

## Творчество
Творчество Павла Далецкого связано с Дальним Востоком. Публиковался в периодической печати Дальнего Востока с 1914 года. Еще в повести «Зелёный клин» (1924) писатель изобразил события гражданской войны в Приморье. Интересен сборник стихов «Иду на Север», вышедший во Владивостоке в 1929 году. На дальневосточные темы написаны романы «Нергуль», «Концессия», «Тахама» и др. Наибольшую популярность у читателей приобрёл роман «На сопках Маньчжурии» (1951), вставший в ряд заметных произведений о русско-японской войне (Новиков-Прибой «Цусима», Степанов А. Н. «Порт-Артур» и других).

## Награды
- орден Отечественной войны 1 степени
- орден Трудового Красного Знамени
- орден Красной Звезды